# كأس الدوري الياباني 2013
كأس الدوري الياباني 2013 (باليابانية: 2013年のJリーグカップ) هو الموسم 21 من  كأس الدوري الياباني. أقيم خلال الفترة 20 مارس 2013 وحتى 2013، وأشرف على تنظيمه دوري الدرجة الأولى الياباني، وكان عدد الأندية المشاركة فيه  18، وفاز فيه كاشيوا ريسول.